# Riff (groupe)
Pour les articles homonymes, voir Riff.
Riff est un groupe argentin de hard rock, originaire de Buenos Aires. Il est formé en 1980 par le renommé guitariste Pappo. Il est considéré comme l'un des principaux groupes à s'être aventuré dans le hard rock dans leur pays.
Lors d'un voyage au Royaume-Uni à la fin des années 1970, Pappo et Michel Peyronel prennent connaissance de l'existence du punk rock et de la NWOBHM. À leur retour en Argentine, Riff est formé, adoptant une esthétique très agressive pour l'Argentine de l'époque, avec des vêtements en cuir noir ornés de clous, très similaires à ceux des groupes punk et metal anglais, et un style musical beaucoup plus « métallique » et rapide que dans le précédent groupe de Pappo, Pappo's Blues.
Riff joue par intermittence pendant deux décennies, Pappo alternant les présentations de ses deux groupes. Au cours de ces deux décennies, Riff joue dans des théâtres, stades, et festivals, enregistre en studio et en live, et sort un documentaire en 1992 retraçant son histoire. Cependant, en février 2005, quelques jours après avoir donné ce qui allait être leur dernier concert au Cosquín Rock Festival, un accident de moto coûte la vie à Pappo, et le groupe se sépare définitivement. 

## Biographie

### Première étape
À la fin des années 1970, et après son passage chez Aeroblus, Pappo séjourne en Europe, plus précisément au Royaume-Uni, où il entre en contact avec des genres musicaux comme le punk rock, et surtout avec le NWOBHM.
À son retour en Argentine, en 1980, il revient imprégné de ces nouvelles tendances, influencé par l'esthétique et le son de groupes comme AC/DC, Saxon ou, dans une moindre mesure, Motörhead. Cependant, un tel style ne correspond pas très bien à sa carrière solo au sein de Pappo's Blues, qui jouait du blues rock et du hard rock à l'ancienne. Il choisit de constituer un nouveau groupe, Riff. Darío Fernández, le batteur de Pappo's Blues, ne correspond pas tout à fait à ce nouveau style musical, et il décide de recruter Michel Peyronel, un vieil ami, qui a aussi vécu en France à la fin des années 1970, où il a joué avec le groupe de punk français Extraballe. Boff Serafine (connu sous le nom Pelusa) les rejoint à la seconde guitare, sous les conseils de « Conejo » Jolivet du groupe Dulces 16, et le Juan Carlos García Haymes assume le rôle de chanteur principal ; enfin Vitico, une autre ancienne connaissance de Pappo pendant l'ère Pappo's Blues et La Pesada del Rock and Roll complète la formation.
Le groupe se forme alors que la dictature militaire argentine fête ses quatre ans. Dans une interview faite des années plus tard, Pappo expliquera que « Riff a eu son moment dans ce processus, nous devions lancer l'assaut contre le gouvernement. » Avec Pappo au chant, le groupe sort Ruedas de metal en 1981, son premier album. Le 9 juillet de cette année, ils jouent à l'Estadio Obras Sanitarias. Le groupe se sépare plus tard en 1983.

### Deuxième étape

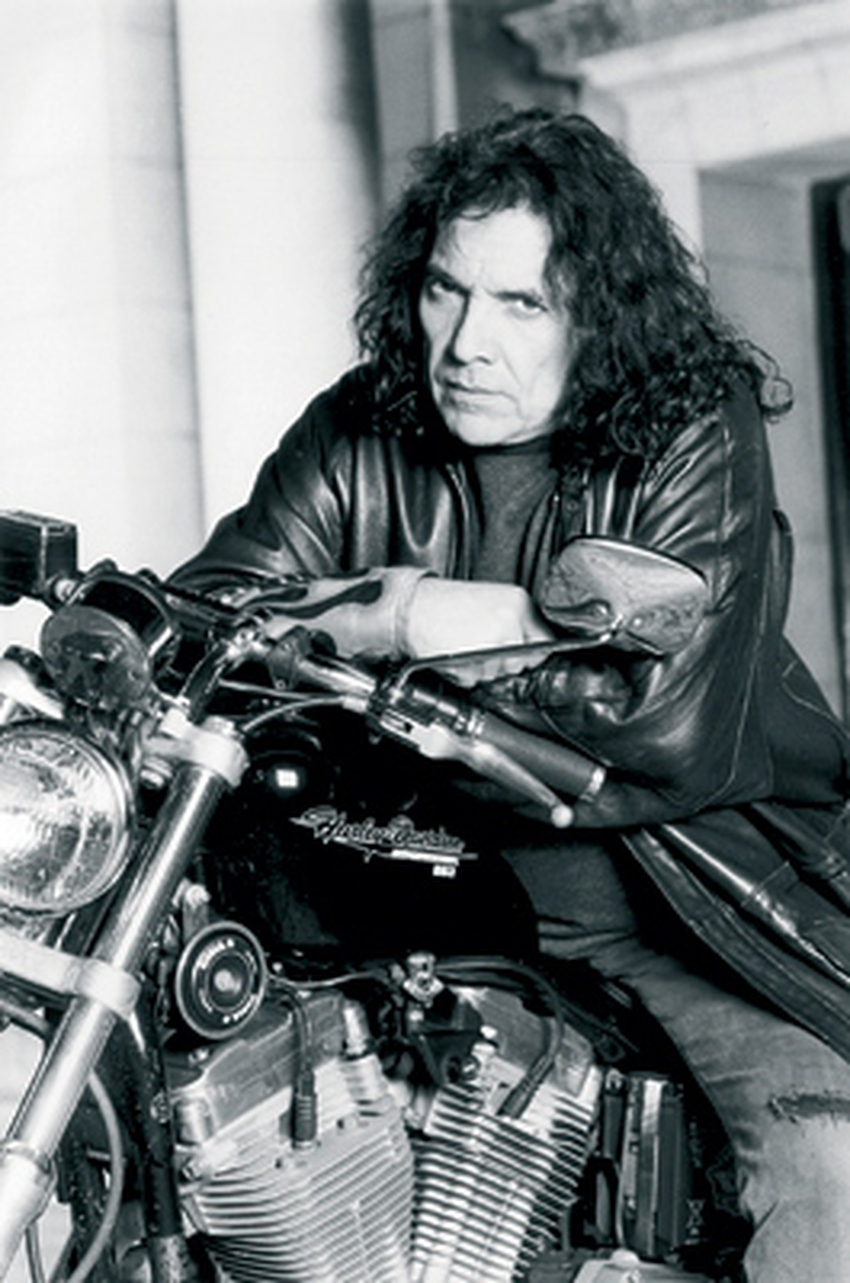
Pappo, principal acteur du groupe.

Le retour attendu de Riff intervient à la fin 1985 avec l'album Riff VII. Michel et Boff ne prennent pas part au retour, et sont remplacés respectivement par le batteur vétéran Oscar Moro (ancien membre du légendaire groupe Los Gatos et du groupe Serú Girán), et par JAF, un jeune musicien, pratiquement inconnu à l'époque, qui assumerait le double rôle de second guitariste et de voix principale (avec Pappo). Le changement de style musical devient évident, plus proche du hard rock de Riff VII, sorti en octobre de cette année au label CBS Records. À Buenos Aires, le groupe joue au Paladium, dont une partie de leur prestation enregistrée, et finalement publiée comme album live sous le titre Riff 'n Roll (1987).
Cette retour de Riff ne dure pas longtemps ; Vitico et JAF se consacrent à leurs carrières en solo, et Pappo forme un nouveau groupe, appelé Pappo y Hoy No es Hoy, un projet éphémère avec Boff à la seconde guitare.

### Troisième étape
En 1990, avec Pappo de retour à Buenos Aires, le groupe se réunit à nouveau avec Pappo, Vitico, Michel et Boff. En 1991, ils clôturent le festival Halley en Obras. En 1992, ils sortent leur cinquième album studio, Zona de nadie avec cette même formation, et un son légèrement bouleversé par le hard rock californien. Dans ce disque, ils soulignent des thèmes comme Zona de nadie, Betty Silicona, Sube a mi voiture, Lo tuyo es vicio et La Frontera inesperada.

### Dernières années
Quelques brèves réunions se font en 1995, une en février la même année, à la fin de la présentation des Pappo's Blues en soutien aux Rolling Stones à River Plate, et l'autre en soutien à Motörhead dans la ville de La Plata. Cette dernière performance est enregistrée et publiée sous le titre Riff Live, en 1996. Cette même année, le groupe australien AC/DC débarque en Argentine pour jouer Ballbreaker, dans le stade de River Plate, aux côtés de Riff en ouverture.
Leur dernier album studio, Que sea rock, est publié de manière indépendante en 1997, sous son propre label créé pour l'occasion, Riff Records. En 1998, Fernando Duro, guitariste de Las Blacanblus, remplace Boff pendant presque deux ans, période durant laquelle ils tournent localement en soutien à Que sea rock. À cette période, Pappo alterne son temps entre Riff et Pappo's Blues. La dernière présentation de Riff aura lieu le 4 février 2005 au festival Cosquín Rock, à Córdoba, avec une formation quelque peu différente de la classique,,.
Pappo meurt le 25 février 2005, près de la ville de Luján (province de Buenos Aires), dans un accident de moto, à l'âge de 54 ans. Les autres membres décident de dissoudre le groupe, considérant qu'ils ne peuvent continuer dans le pilier fondamental qu'est Pappo.

## Membres
- Pappo - chant, guitare solo (mort en février 2005)
- Víctor Bereciartúa (Vitico) - basse, chant
- Boff Serafine - guitare rythmique
- Michel Peyronel - batterie, chant
- Danny Peyronel - claviers
- JAF -  chant, guitare rythmique
- Oscar Moro - batterie
- Jota Morelli - batterie
- Juan Carlos García Haymes - chant (1980, 1997-1998)
- Nicolás Bereciartúa - guitare
- Julián Ferreyra - guitare

## Discographie

### Albums studio
- 1981 : Ruedas de metal
- 1981 : Macadam 3...2...1...0...
- 1982 : Contenidos
- 1985 : Riff VII
- 1992 : Zona de nadie
- 1997 : Que sea rock

### Albums live
- 1983 : En acción
- 1987 : Riff 'n Roll
- 1995 : Paladium '86
- 1995 : En vivo en Obras 17/12/1985
- 1996 : En vivo - Grabado en noviembre de 1995, en La Plata

### Compilations
- 1984 : Épico
- 1990 : Década
- 1992 : Riff

### Vidéos
- 1992 : Riff: La historia, vol.1 et vol.2 (VHS)
- 2005 : Riff: La historia: 25 años de Rock, vol.1 et vol.2 (DVD)